# Balassagyarmat
Balassagyarmat (słow. Balážske Ďarmoty, cz. Ďarmoty, Balašské Ďarmoty, Děrmet, niem. Jahrmarkt) – miasto w północnych Węgrzech, w komitacie Nógrád, ośrodek administracyjny powiatu Balassagyarmat. Miasto Balassagyarmat leży nad Ipolą (dopływem Dunaju), na granicy ze Słowacją. Liczy prawie 16,4 tys. mieszkańców (styczeń 2011). Powierzchnia miasta wynosi 23,74 km². Miasto partnerskie Ostrołęki.
Do 1919 i w latach 1938–1945 Slovenské Ďarmoty (węg. Tótgyarmat) stanowiły północną dzielnicę miasta.
W mieście rozwinął się przemysł maszynowy, metalowy, odzieżowy, skórzany oraz rzemieślniczy.

## Miasta partnerskie
- Dej
- Heimenkirch
- Lamezia Terme
- Ostrołęka
- Slovenské Ďarmoty